# Бешар (місто)
Бешар  (араб. بشار) — головне місто в Алжирській провінції Бешар. Населення міста у 2008 році становило 165627 осіб, в порівнянні з 134954 в 1998.
До того як тут було знайдено вугілля у 1907, Бешар був невеликим містечком, як і інші поселення в регіоні.